# 3.ª etapa de la Vuelta a España 2019
La 3.ª etapa de la Vuelta a España 2019 tuvo lugar el 26 de agosto de 2019 entre Ibi y Alicante sobre un recorrido de 188 km y fue ganada al sprint por el irlandés Sam Bennett del Bora-Hansgrohe. Su compatriota Nicolas Roche mantuvo el maillot rojo.

## Clasificación de la etapa
| \| Clasificación de la etapa \| Clasificación de la etapa \| Clasificación de la etapa \| Clasificación de la etapa \| Clasificación de la etapa \| \| Ciclista \| Ciclista \| Equipo \| Tiempo \| \| \| ------------------------- \| ------------------------- \| ------------------------- \| ------------------------- \| ------------------------- \| \| 1.º \| Sam Bennett \| Bora-Hansgrohe \| 4 h 25 min 02 s \| \| \| 2.º \| Edward Theuns \| Trek-Segafredo \| + 0 s \| \| \| 3.º \| Luka Mezgec \| Mitchelton-Scott \| + 0 s \| \| \| 4.º \| Jon Aberasturi \| Caja Rural-Seguros RGA \| + 0 s \| \| \| 5.º \| Phil Bauhaus \| Bahrain-Merida \| + 0 s \| \| |                |                        |                 |
| |                |                        |                 |
| Fuente: ProCyclingStats |                |                        |                 |
| Clasificación de la etapa |                |                        |                 |
| Ciclista | Ciclista       | Equipo                 | Tiempo          |
| 1.º | Sam Bennett    | Bora-Hansgrohe         | 4 h 25 min 02 s |
| 2.º | Edward Theuns  | Trek-Segafredo         | + 0 s           |
| 3.º | Luka Mezgec    | Mitchelton-Scott       | + 0 s           |
| 4.º | Jon Aberasturi | Caja Rural-Seguros RGA | + 0 s           |
| 5.º | Phil Bauhaus   | Bahrain-Merida         | + 0 s           |

## Clasificaciones al final de la etapa

### Clasificación general
| \| Clasificación general \| Clasificación general \| Clasificación general \| Clasificación general \| Clasificación general \| \| Ciclista \| Ciclista \| Equipo \| Tiempo \| \| \| --------------------- \| --------------------- \| --------------------- \| --------------------- \| --------------------- \| \| 1.º \| Nicolas Roche \| Team Sunweb \| 9 h 51 min 14 s \| \| \| 2.º \| Nairo Quintana \| Movistar Team \| + 2 s \| \| \| 3.º \| Rigoberto Urán \| EF Education First \| + 8 s \| \| \| 4.º \| Mikel Nieve \| Mitchelton-Scott \| + 22 s \| \| \| 5.º \| Miguel Ángel López \| Astana \| + 33 s \| \| |                    |                    |                 |
| |                    |                    |                 |
| Fuente: ProCyclingStats |                    |                    |                 |
| Clasificación general |                    |                    |                 |
| Ciclista | Ciclista           | Equipo             | Tiempo          |
| 1.º | Nicolas Roche      | Team Sunweb        | 9 h 51 min 14 s |
| 2.º | Nairo Quintana     | Movistar Team      | + 2 s           |
| 3.º | Rigoberto Urán     | EF Education First | + 8 s           |
| 4.º | Mikel Nieve        | Mitchelton-Scott   | + 22 s          |
| 5.º | Miguel Ángel López | Astana             | + 33 s          |

### Clasificación por puntos
| Clasificación por puntos | Clasificación por puntos | Clasificación por puntos | Clasificación por puntos | Clasificación por puntos |
| Ciclista                 | Ciclista                 | Equipo                   | Puntos                   |                          |
| ------------------------ | ------------------------ | ------------------------ | ------------------------ | ------------------------ |
| 1.º                      | Nairo Quintana           | Movistar Team            | 25 pts                   |                          |
| 2.º                      | Sam Bennett              | Bora-Hansgrohe           | 25 pts                   |                          |
| 3.º                      | Nicolas Roche            | Team Sunweb              | 20 pts                   |                          |
| 4.º                      | Edward Theuns            | Trek-Segafredo           | 20 pts                   |                          |
| 5.º                      | Primož Roglič            | Team Jumbo-Visma         | 18 pts                   |                          |
| 6.º                      | Rigoberto Urán           | EF Education First       | 14 pts                   |                          |
| 7.º                      | Jon Aberasturi           | Caja Rural-Seguros RGA   | 14 pts                   |                          |
| 8.º                      | Sergio Higuita           | EF Education First       | 13 pts                   |                          |
| 9.º                      | Fabio Aru                | UAE Team Emirates        | 12 pts                   |                          |
| 10.º                     | Phil Bauhaus             | Bahrain-Merida           | 12 pts                   |                          |

### Clasificación de la montaña
| Clasificación de la montaña | Clasificación de la montaña | Clasificación de la montaña   | Clasificación de la montaña | Clasificación de la montaña |
| Ciclista                    | Ciclista                    | Equipo                        | Puntos                      |                             |
| --------------------------- | --------------------------- | ----------------------------- | --------------------------- | --------------------------- |
| 1.º                         | Ángel Madrazo               | Burgos-BH                     | 14 pts                      |                             |
| 2.º                         | Alejandro Valverde          | Movistar Team                 | 5 pts                       |                             |
| 3.º                         | Sander Armée                | Lotto-Soudal                  | 4 pts                       |                             |
| 4.º                         | Pierre Latour               | AG2R La Mondiale              | 3 pts                       |                             |
| 5.º                         | Jonathan Lastra             | Caja Rural-Seguros RGA        | 3 pts                       |                             |
| 6.º                         | Ruben Guerreiro             | Katusha-Alpecin               | 2 pts                       |                             |
| 7.º                         | Héctor Sáez Benito          | Euskadi Basque Country-Murias | 2 pts                       |                             |
| 8.º                         | Omar Fraile                 | Astana                        | 1 pt                        |                             |
| 9.º                         | George Bennett              | Team Jumbo-Visma              | 1 pt                        |                             |
| 10.º                        | Diego Rubio                 | Burgos-BH                     | 1 pt                        |                             |

### Clasificación de los jóvenes
| Clasificación del mejor joven | Clasificación del mejor joven | Clasificación del mejor joven | Clasificación del mejor joven | Clasificación del mejor joven |
| Ciclista                      | Ciclista                      | Equipo                        | Tiempo                        |                               |
| ----------------------------- | ----------------------------- | ----------------------------- | ----------------------------- | ----------------------------- |
| 1.º                           | Miguel Ángel López            | Astana                        | 9 h 51 min 47 s               |                               |
| 2.º                           | Sergio Higuita                | EF Education First            | + 4 s                         |                               |
| 3.º                           | Alex Aranburu                 | Caja Rural-Seguros RGA        | + 37 s                        |                               |
| 4.º                           | Tadej Pogačar                 | UAE Team Emirates             | + 1 min 07 s                  |                               |
| 5.º                           | James Knox                    | Deceuninck-Quick Step         | + 1 min 08 s                  |                               |
| 6.º                           | Daniel Felipe Martínez        | EF Education First            | + 1 min 13 s                  |                               |
| 7.º                           | Hugh Carthy                   | EF Education First            | + 1 min 13 s                  |                               |
| 8.º                           | Kilian Frankiny               | Groupama-FDJ                  | + 1 min 22 s                  |                               |
| 9.º                           | Mark Padun                    | Bahrain-Merida                | + 1 min 32 s                  |                               |
| 10.º                          | Ruben Guerreiro               | Katusha-Alpecin               | + 1 min 39 s                  |                               |

### Clasificación por equipos
| Clasificación por equipos | Clasificación por equipos  | Clasificación por equipos | Clasificación por equipos |
| Equipo                    | Equipo                     | Tiempo                    |                           |
| ------------------------- | -------------------------- | ------------------------- | ------------------------- |
| 1.º                       | Team Sunweb                | 29 h 06 min 18 s          |                           |
| 2.º                       | EF Education First         | + 2 s                     |                           |
| 3.º                       | Movistar Team              | + 6 s                     |                           |
| 4.º                       | Mitchelton-Scott           | + 16 s                    |                           |
| 5.º                       | Team Jumbo-Visma           | + 35 s                    |                           |
| 6.º                       | UAE Team Emirates          | + 1 min 02 s              |                           |
| 7.º                       | Astana                     | + 1 min 33 s              |                           |
| 8.º                       | AG2R La Mondiale           | + 2 min 10 s              |                           |
| 9.º                       | Caja Rural-Seguros RGA     | + 2 min 10 s              |                           |
| 10.º                      | Cofidis, Solutions Crédits | + 2 min 16 s              |                           |

## Abandonos
- Mickaël Delage, enfermo, no tomó la salida.[2]